# Miguel Pizarro Rodríguez
Miguel Alejandro Pizarro Rodríguez (Petare, Estado Miranda, 17 de febrero de 1988) es un político venezolano que actualmente cumple su segundo período como diputado de la Asamblea Nacional de Venezuela. Fue nombrado por Juan Guaidó el 22 de septiembre de 2019, comisionado presidencial ante la Organización de las Naciones Unidas, dentro del Centro de Gobierno, para asistir a la Asamblea General en Nueva York.
Fue elegido diputado en el año 2010 a la edad de 21 años, y fue reelecto en el año 2015 por la circunscripción n.º 3 del estado Miranda, correspondiente a la parroquia Petare, una de las zonas más pobres de la ciudad de Caracas y que alberga además el barrio más grande Venezuela y uno de los barrios más grandes de América Latina. Es presidente de la Comisión Especial de Seguimiento a la Ayuda Humanitaria. Igualmente fue presidente de la Comisión Permanente de Desarrollo Social Integral de la Asamblea Nacional de Venezuela. Es militante del partido Primero Justicia.

## Biografía

### Infancia
Nació el 17 de febrero de 1988 en Fechas Patrias, Petare. De madre venezolana y padre chileno radicado en Venezuela tras la persecución de la dictadura militar de Augusto Pinochet. Pizarro creció en un hogar sumamente político; su madre fue una de las fundadoras del Comité de Defensa de los Derechos Humanos de los presos políticos y luego secretaria de la fracción de los partidos de izquierda del Senado; su padre militó en la izquierda de los 70, 80 y 90, participaba en las filas del Movimiento de Izquierda Revolucionaria (MIR),  perteneció al frente guerrillero Bandera Roja y durante los años 70 fue detenido y apresado en el Cuartel San Carlos; y su abuelo formó parte del Movimiento Socialista cercano a Salvador Allende y era uno de sus edecanes civiles.
Al poco de tiempo de nacer, su familia se trasladó al estado Táchira donde vivió sus primeros cuatro años. Luego regresó a la zona en que nació, específicamente el barrio 24 de Julio, donde pasó parte de su infancia.
Desde los 13 años participa en la actividad política. Como estudiante de bachillerato fundó el movimiento antimilitarista “Ni casco ni uniforme”, que se oponía a la imposición del gobierno de turno de implementar instrucción premilitar en la educación media. Por su acción de protesta dentro de la institución fue expulsado del colegio franciscano donde estudiaba y termina estudiando en el José Félix Ribas, una institución semi-pública. Durante su adolescencia subscribió al anarquismo, particularmente a las corrientes de Mijaíl Bakunin y Piotr Kropotkin al igual que el anarcopunk.

### Movimiento estudiantil de 2007
En el 2007 es aceptado en la Universidad Central de Venezuela para estudiar Comunicación Social, a partir de allí comienza su vida formal y pública de acción política. Ese mismo año es candidato a la Federación de Centros Universitarios, junto a Stalin González y José Manuel Olivares. En esa oportunidad resulta elegido para ocupar el cargo de Secretario de Reivindicaciones Estudiantiles, el cual gana en cuatro oportunidades.
Ese mismo año, Pizarro participa en las protestas del movimiento estudiantil venezolano como dirigente de la Universidad Central de Venezuela para reclamar contra el cierre del canal televisivo RCTV y de la violación a la libertad de expresión. De igual forma, formó parte activa de la campaña de rechazo al intento de reforma constitucional promovida por el fallecido presidente Hugo Chávez.
Pertenece a la misma generación política de Juan Guaidó, Yon Goicoechea, Stalin González, David Smolansky, Juan Andrés Mejía, José Manuel Olivares, Freddy Guevara, Gaby Arellano, Eduardo Massieu, Manuela Bolívar, Douglas Barrios entre otros.

## Diputado

### 2011-2015
A los 21 años fue elegido diputado en las elecciones parlamentarias del año 2010 apoyado por la Mesa de la Unidad Democrática cuando militaba en el partido Avanzada Progresista, representando a la circunscripción n.º 2 del estado Táchira como suplente del dirigente regional Gabino Paz.
La falta de asistencia del diputado Paz a las sesiones de la Asamblea Nacional, de 48 hemiciclos faltó a 28 y asistió a 20, le permitió al diputado Pizarro participar de manera activa en la toma de decisiones del poder legislativo. Durante ese periodo, se encargó de promover legislaciones como: la Ley Orgánica del Deporte (primera ley aprobada por consenso en este período legislativo y el beneplácito del Comité Olímpico Venezolano, federaciones, atletas y ligas profesionales), la Ley Especial contra la Violencia en Eventos Deportivos (aprobada en primera discusión) que busca erradicar los hechos de violencia en los eventos deportivos masivos del país y la Ley para la Promoción y Protección del Derecho a la Igualdad de las personas con VIH/Sida y sus familiares.
Durante las protestas nacionales del año 2014 fue reconocido por su labor en defensa de los Derechos Humanos, donde actuó como mediador especialmente en el caso de los estudiantes que fueron detenidos por los cuerpos de seguridad mientras protestaban de manera pacífica.
Pizarro ha criticado fuertemente la ineficiencia de la Asamblea Nacional de Venezuela en la resolución de los problemas que menciona afectan a la población venezolana. En numerosas intervenciones, ha resaltado la necesidad de enfocarse en solucionar los problemas que afectan a la ciudadanía, en vez de invertir el tiempo de la Asamblea en la discusión retórica política con pocos resultados.

"Nuestra Asamblea Nacional no puede seguir de espaldas a lo que pasa en la calle[...]. La verdad es una sola[...]. Aquí pueden ustedes volver a pararse como seguramente lo harán, y decir que somos víctimas de una guerra económica. Lo que somos víctimas es de un gobierno ineficiente que no produce y no deja que produzcan".
Miguel Pizarro, intervención en la Asamblea Nacional de Venezuela, 11 de agosto de 2015.

### 2016-2020
En las elecciones parlamentarias del año 2015, Miguel Pizarro fue reelecto diputado con el 64,9% de los votos, por el circuito 3 del estado Miranda, correspondiente a la parroquia Petare. Actualmente es presidente de la Comisión Especial de Seguimiento a la Ayuda Humanitaria y de la Comisión Permanente de Desarrollo Social Integral, la cual también presidió durante el año 2016. En ese mismos año también participó como Vicepresidente en las comisiones mixtas que estudiaron la crisis universitaria y el Proyecto de Ley Especial de Seguridad Social de los Funcionarios Policiales.

#### Comisión Permanente de Desarrollo Social Integral
Durante el período legislativo del año 2016 ejerció la presidencia de la Comisión Permanente de Desarrollo Social Integral, Entre las leyes que promovió se encuentran la Ley de Bono para Alimentación y Medicinas a Pensionados y Jubilados, la Ley de Garantía de la Alimentación Escolar y la Ley de Atención Integral y Protección para las Personas con Trastorno del Espectro Autista (TEA) y Condiciones Similares.
Durante su gestión en el período legislativo de 2016, Pizarro defendió los derechos de pacientes, trabajadores, población en riesgo y la comunidad educativa de la nación. Y su gestión concluyó con: 3 leyes sancionadas; más de 137 derechos de palabra otorgados; más de 700 casos recibidos; y 8 consultas públicas.

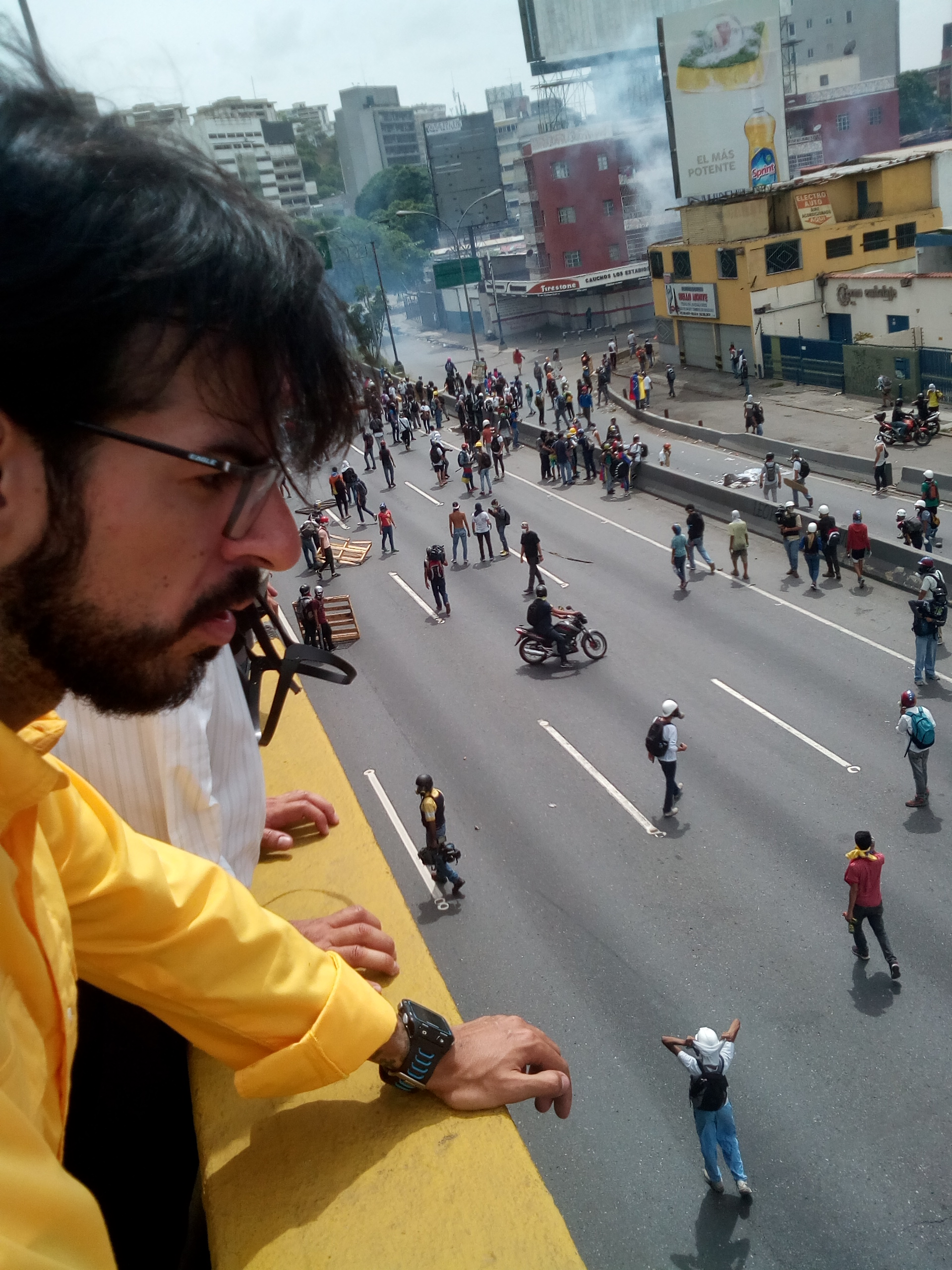
Miguel Pizarro en la marcha de los médicos el 22 de mayo de 2017.

En el 2019, Pizarro es designado nuevamente para presidir la Comisión Permanente de Desarrollo Social Integral. Desde allí se ha encargado de promover la Ley de Garantías de los Trabajadores que Participen en la Defensa de la Constitución y el Restablecimiento de la Democracia, proyecto que busca brindar garantías a los derechos laborales de todos trabajadores y funcionarios públicos que se pongan del lado de la constitución y trabajen junto a la Asamblea Nacional de Venezuela por la restitución del orden constitucional del país. 

#### Comisión Especial de Seguimiento a la Ayuda Humanitaria
En enero de 2019, es designado presidente de la Comisión Especial de Seguimiento a la Ayuda Humanitaria que atienda la crisis social de Venezuela. Convirtiéndose así en coordinador y articulador de los esfuerzos realizados por el parlamento, las ONG, iglesias, organismos multilaterales y agencias de cooperación por hacer posible el acopio y la entrada de Ayuda Humanitaria a Venezuela y atender así la emergencia humanitaria compleja que hoy afecta a cientos de miles de venezolanos.

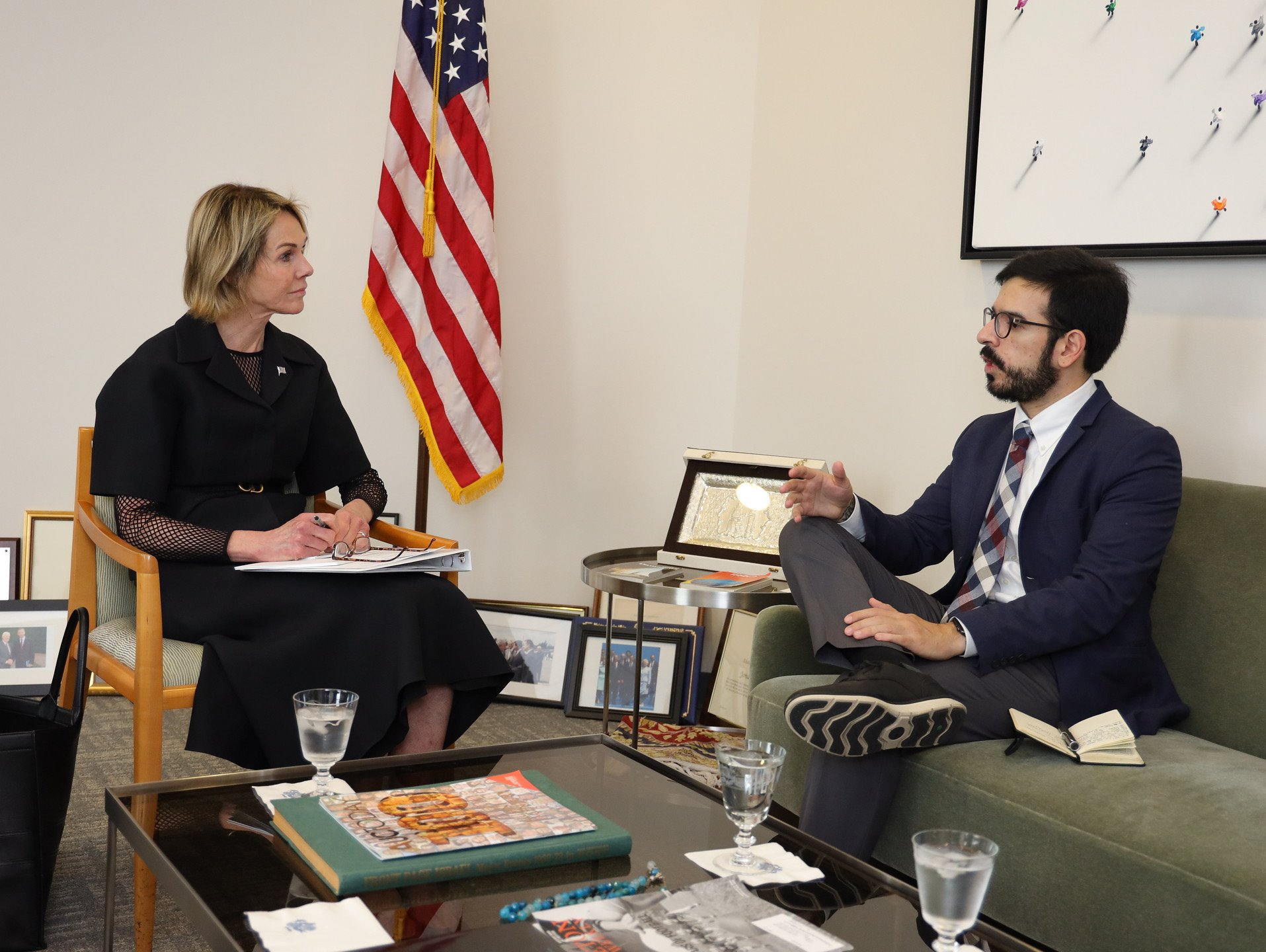
Kelly Craft se reúne con Miguel Pizarro en ONU EN 2019.

Como presidente de esta Comisión ha tenido la posibilidad de reunirse con miembros del Comité Internacional de la Cruz Roja, la Federación Internacional de la Cruz Roja, distintos organismos especializados de la Organización de las Naciones Unidas como la Comisión Técnica de la Oficina del Alto Comisionado para los Derechos Humanos, la Organización de las Naciones Unidas para la Alimentación y la Agricultura (FAO), el Programa Mundial de Alimentos (PMA/WFP), el Alto Comisionado de las Naciones Unidas para los Refugiados (ACNUR); así como con representantes de la Dirección General de Protección Civil Europea y Operaciones de Ayuda Humanitaria (ECHO) y otras agencias y organismos especializados. Pizarro se ha convertido hoy en el principal vocero de la emergencia humanitaria compleja que vive Venezuela, tanto nacional como internacionalmente. Fue él, junto al presidente de la Asamblea Nacional de Venezuela, Juan Guaidó, quien asumió la responsabilidad de llevar adelante el primero intento de ingreso de la Ayuda Humanitaria el 23 de febrero de 2019 que fue impedido por Nicolás Maduro.
En vista de que la Asamblea Nacional de Venezuela no es un órgano humanitario, la Comisión Especial es quien tiene la labor de canalizar la Ayuda Humanitaria que entra el país a través de asociaciones y Organizaciones No Gubernamentales para que esta llegue a quienes más lo necesitan. Pizarro ha sido el responsable de asumir este esfuerzo, así como de ser el interlocutor y representante de la Asamblea Nacional ante múltiples organismos que hoy por hoy han decidido manifestar su apoyo al pueblo venezolanos, tal es el caso de la Federación Internacional de la Cruz Roja, quien de manera activa desde el mes de abril ha enviado cargamentos aéreos con toneladas de insumos para el pueblo venezolano.
Luego de los primeros 6 meses de gestión, Pizarro ofreció un balance en el que explicó que hasta la fecha han sido realizadas cientos de entregas que han beneficiado a miles de personas en todo el país a través de fundaciones, organizaciones no gubernamentales (ONG) y hospitales. Asimismo, reafirmó su compromiso con atender la Emergencia Humanitaria Compleja que vive el país, y aseguró que desde la Comisión Especial continuarán visibilizando, articulando y gestionando todos los mecanismos nacionales e internacionales para atender la situación que vive Venezuela.

## Persecución
El 14 de mayo de 2019 el Tribunal Supremo de Justicia de Venezuela emitió una sentencia en su contra en la que se le acusa de traición a la patria, conspiración, instigación a la insurrección, rebelión civil, concierto para delinquir, usurpación de funciones, instigación pública a la desobediencia de las leyes y odio continuado; lo que llevó a que la ilegítima Asamblea Nacional Constituyente allanara su inmunidad parlamentaria. Luego de mes y medio en la clandestinidad realizó su primera aparición pública el 3 de julio de 2019 en la sesión del 41 Consejo de Derechos Humanos de la Organización de las Naciones Unidas. Desde ese momento se ha dedicado a estrechar y establecer relación con organismos multilaterales, gobiernos y agencias de cooperación, haciendo eco de la situación que hoy padece su país, exponiendo los crímenes cometidos por la dictadura de Nicolás Maduro y solicitando el apoyo para paliar la Emergencia Humanitaria Compleja. el 31 de agosto de 2020 aparece en la lista de políticos con indulto mediante decreto N° 4277, según gaceta oficial extraordinaria N° 6569.

## Defensa de derechos humanos

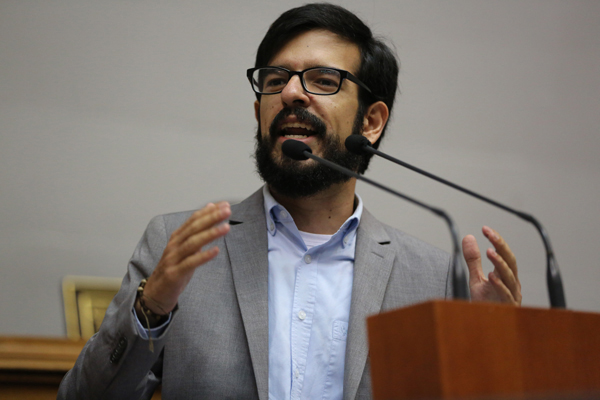
Pizarro en la tribuna de oradores de la Asamblea Nacional de Venezuela.

Pizarro ha trabajado por los derechos humanos, especialmente en el caso de los detenidos en las protestas en Venezuela a principios del 2014, comprometiéndose con sus familias a buscar un trato justo para ellos. Aunque no apoyaba la protesta violenta, levantó su voz para exigir al gobierno de Nicolás Maduro que respetara a quienes lo criticaban.
Pizarro se pronunció abiertamente para exigir respeto en los debates parlamentarios relacionados al asesinato en 2014 de Robert Serra, joven abogado y político, diputado a la Asamblea Nacional por el PSUV, partido al cual Pizarro hace oposición. Así mismo, exigió llevar a la justicia a los autores intelectuales y materiales del crimen, y el repudio de la violencia venga de donde venga.
Pizarro alzó su voz de protesta ante la detención arbitraria de la enfermera Ada Macuare acusada de instigación al odio y terrorismo en agosto de 2021

## Iniciativas orientadas al fortalecimiento y desarrollo social
Además del trabajo parlamentario, el diputado Miguel Pizarro se ha dedicado a desarrollar programa de impacto en las comunidades, especialmente en Petare. Siendo niños, mujeres, adultos mayores y pacientes la población a la cual ha dedicado mayor atención por encontrarse en situación de vulnerabilidad debido a la crisis económica, social y política que sufre Venezuela.
Durante su gestión como diputado ha organizado más de 150 jornadas de alimentación, deporte y recreación que han beneficiado directamente a poblaciones vulnerables y en condición de pobreza extrema.
Además de esto, ha liderado y articulado esfuerzos en campañas de recolección de útiles escolares que han favorecido a más de 1200 niños en condiciones de pobreza, permitiendo así que puedan mantenerse e incorporarse al sistema educativo formal. Ya que actualmente gran parte de la población infantil se encuentra en riesgo de deserción por no poder costear los gastos básicos de la escolarización. 
En el ámbito infantil, también organiza desde el año 2015, jornadas de recolección de juguetes que son entregados a niños en condición de pobreza extrema en navidades con la intención de brindarles espacios y recursos para su recreación.
Esto le ha permitido además iniciar el proceso de empoderamiento femenino junto a madres en situación de riesgo de la parroquia Petare, facilitando programas de formación, educación sexual y emprendimiento, que les permite no solo poder tener ingresos para afrontar la situación que vivimos sino también ser ejemplo de desarrollo y superación. 
Durante los recorridos que realiza en las comunidades de la parroquia ha podido constatar el difícil acceso que tiene los habitantes de Petare para la obtención de medicamentos para enfermedades cardíacas, oncológicas, crónicas, entre otras, debido a la escasez y el alto costo de los insumos. Es por eso que ha promovido campañas de solidaridad y convenios con Organizaciones No Gubernamentales locales para facilitar la entrega de medicamentos a la población más afectada, lo que ha generado qué muchos de los pacientes puedan continuar su tratamiento. 
En el año 2018 da inicio al programa de formación "Construyendo Ciudadanos” dirigido a 100 activistas comunitarios y políticos de sectores de Petare con el objetivo de incentivar el compromiso individual y social de los participantes con vocación política y así contribuir a mejorar la calidad de vida de sus comunidades, promoviendo la participación en la construcción de alternativas de desarrollo local.